# Nikola Hoeltz
Nikola Hoeltz (* 27. August 1934) ist eine deutsche Kostümbildnerin.

## Leben und Wirken
Nikola Hoeltz erhielt ihre theoretische Ausbildung an der Akademie der Bildenden Künste (Fachbereich Kostümbild) und ihre praktische am Residenztheater München, wo sie zunächst eine Assistenz erhielt. Nebenbei studierte sie an der Universität München Germanistik, Geschichte und Soziologie. Ihre Studiengänge schloss sie mit dem Staatsexamen ab.
Seit 1959 als eigenverantwortliche Kostümbildnerin aktiv, gab sie in diesem Jahr ihren Kinofilmeinstand bei Kurt Hoffmanns Schauspielschülerdrama Lampenfieber. Hoffmann holte sie auch für seine Folgeinszenierungen Liebe will gelernt sein, Liselotte von der Pfalz und schließlich Herrliche Zeiten im Spessart. Hoeltz arbeitete in der Folgezeit mit einer Fülle weiterer Spitzenregisseure zusammen, darunter Oliver Storz, Edgar Reitz, Michael Verhoeven, Jerzy Skolimowski, Egon Günther, Wolfgang Petersen und immer wieder Dieter Wedel. Auch für Wedels Inszenierung der Nibelungen bei den Wormser Festspielen 2002 fertigte Hoeltz die Kostüme an. Sie ist Mitglied im Verband der Berufsgruppen Szenenbild und Kostümbild e. V.

## Auszeichnungen
- 1996 den Goldenen Löwen für ihre Arbeit an Wedels Der Schattenmann
- 2007 erhielt sie vom SFK den Preis für ihr Lebenswerk.

## Filmografie
- 1960: Lampenfieber
- 1962: Willy
- 1962: Liebe will gelernt sein
- 1963: Orden für die Wunderkinder
- 1965: Michael Kramer
- 1966: Die spanische Fliege
- 1966: Liselotte von der Pfalz
- 1966: Der Diamantenprinz
- 1967: Herrliche Zeiten im Spessart
- 1967: Heißes Pflaster Köln
- 1970: Heißer Sand
- 1970: Der Kommissar: Folge Ende eines Tanzvergnügens
- 1971: Die Münchner Räterepublik
- 1972: Verdacht gegen Barry Croft
- 1973: Tod auf der Themse
- 1978: Schwarz und weiß wie Tage und Nächte
- 1980: Exil
- 1981: Silas
- 1982: Jack Holborn
- 1982: Tatort: Kuscheltiere
- 1983: Die Mitläufer
- 1985: Das Feuerschiff (The Lightship)
- 1986: Lenz oder die Freiheit
- 1988: Heimatmuseum
- 1992: Die zweite Heimat – Chronik einer Jugend
- 1994: Drei Tage im April
- 1995: Der Schattenmann
- 1996: Das Superweib
- 1997: Der König von St. Pauli
- 1998: Gegen Ende der Nacht
- 2000: Zimmer mit Frühstück
- 2001: Die Affäre Semmeling
- 2005: Papa und Mama
- 2008: Die Frau, die im Wald verschwand